# Phare de l'île de Sálvora
Le phare de l'île de Sálvora est un phare situé au sud de l'île de Sálvora, dans la commune de Ribeira, dans la province de La Corogne (Galice en Espagne).
Il est géré par l'autorité portuaire de Vilagarcía de Arousa .

## Histoire
l'île de Sálvora est une île rocheuse au centre de la Ría d'Arousa et se trouve dans le Parc national des Îles Atlantiques de Galice. Elle fait partie de la paroisse civile d'Aguiño. C'est une tour octogonale en pierre, avec lanterne et galerie, attachée au front d'une maison de gardiens en U d'un étage. La tour est peint en blanc avec une bande rouge horizontale étroite. Le dôme de la lanterne est gris métallique et le bâtiment est peint en blanc.
Le phare marque l'entrée du port de Vilagarcía de Arousa. Il émet un groupe de 4 éclats blancs toutes les 20 secondes, visibles jusqu'à 21 milles nautiques (environ 38 km).
Identifiant : ARLHS : SPA157 ; ES-04120 - Amirauté : D1796 - NGA : 2724.

### Lien connexe
- Liste des phares d'Espagne